# Gene Cherico
Eugene Valentino Cherico (Buffalo, New York, 15 april 1935 - Santa Monica (Californië), 12 augustus 1994) was een Amerikaanse contrabassist in de jazz.

## Biografie
Cherico speelde drums in een band in het Amerikaanse leger, maar verwondde zijn hand bij een ongeluk en ging daarom, als therapie, bas spelen. Hij studeerde aan Berklee College of Music, waar hij Toshiko Akiyoshi ontmoette, met wie hij in de jaren erna veel zou spelen en opnemen, onder meer in 1961 met Charlie Mariano. Hij werkt als 'sideman' met onder meer Herb Pomeroy (1957–59), Maynard Ferguson (1959–60), Red Norvo (1961), Benny Goodman (1962), George Shearing (1963), Stan Getz (1964–66) en Peter Nero (1966–70). Hij nam op met Gary Burton en Joe Morello (in 1961) en met Paul Desmond (in 1961 en 1963).
Cherico was een groot deel van de jaren 70 actief als studiomuzikant. Hij werkte in die jaren met Frank Strazzeri (1973, 1975), Louie Bellson, Lew Tabackin, Gerry Mulligan (1974) en Akiyoshi. Hij werkte als begeleider van vocalisten als Peggy Lee (1966), Carmen McRae (1970), Frank Sinatra (1973-1982) en Nancy Wilson. Met Sinatra toerde hij tot in de jaren tachtig. Cherico was ook actief als componist, zo schreef hij de muziek voor Rod Serling's serie "Night Gallery". In 1984 werd hij gediagnosticeerd met Non-hodgkinlymfoom en stopte hij ermee.

## Discografie
- Toshiko and Leon Sash at Newport (Verve Records, 1957)
- The Many Sides of Toshiko (Verve, 1957)
- Long Yellow Road (Asahi, 1961)
- The Toshiko – Mariano Quartet met Charlie Mariano (Candid Records, 1961)
- Live at Birdland (Fresh Sound Records, 1961)
- Toshiko – Mariano Quartet (in West Side) met Charlie Mariano (Takt, 1963)
- East and West met Charlie Mariano (Victor Records, 1963)
- Kogun (RCA, 1974) met de Toshiko Akiyoshi – Lew Tabackin Big Band
- Long Yellow Road (RCA, 1975) - Toshiko Akiyoshi – Lew Tabackin Big Band
- Dedications (Discomate, 1976)
- Notorious Tourist from the East (Inner City, 1978)
- Just Be Bop (Discomate, 1980)
- Toshiko Akiyoshi Trio (Toshiba, 1983)

Met Gary Burton
- New Vibe Man in Town (RCA, 1961)

Met Paul Desmond
- Desmond Blue (RCA Victor, 1962)
- Take Ten (RCA Victor, 1963)
- Easy Living (RCA Victor, 1963-65 [1966])

Met Stan Getz
- Getz/Gilberto #2 (Verve, 1964)

Met George Shearing
- Rare Form! (Capitol Records, 1966 [1963])

Met Frank Sinatra
- L.A. Is My Lady (Qwest, 1984)
- Sinatra: Vegas (Reprise Records, 2006)
- Sinatra: New York (Reprise, 2009)

- Biblioteca Nacional de España: XX5450620
- Bibliothèque nationale de France: cb138924410 (data)
- Gemeinsame Normdatei: 134346467
- International Standard Name Identifier: 0000 0000 5514 060X
- Library of Congress Control Number: no92009702
- MusicBrainz: a5461c28-3452-4e93-996f-6f58e576db07
- Nationale Bibliotheek van Israël: 987007383620105171
- Istituto Centrale per il Catalogo Unico: DDSV194635
- Virtual International Authority File: 37101296
- WorldCat: E39PBJxRD8VTbpX7DfkVmv4yVC